# Xã Van Hook, Quận Mountrail, Bắc Dakota
Xã Van Hook (tiếng Anh: Van Hook Township) là một xã thuộc quận Mountrail, tiểu bang Bắc Dakota, Hoa Kỳ. Năm 2010, dân số của xã này là 105 người.